# Prithvi Narayan Shah
Prithvi Narayan Shah Deva (1722 - 1775) was koning van Nepal. Hij was lid van de Shah-familie die regeerde over het Gurkha-prinsdom Nepal.

## Geschiedenis
Prithvi Narayan Shah's succesvolle opkomst begon met de vereniging van Nuwakot, dat in 1744 tussen Kathmandu en Gorkha lag. Na Nuwakot nam hij strategische posities in op de heuvels rondom de Kathmandu-vallei. Hiermee werden de verbindingen met de buitenwereld afgesneden en met de bezetting van de Kuti-pas in 1756 werd de handel in de vallei met Tibet afgesloten. Enkele jaren later veroverde hij de Kathmandu-vallei en hij maakte Kathmandu de hoofdstad van Nepal in 1769.
Toen de basis voor het Koninkrijk Nepal was gelegd, richtte hij zijn aandacht naar het oosten. Hij veroverde het Sena-koninkrijk van Choudandi en daarna, in in 1773 Vijaypur en kort erna nog een ander Sena-koninkrijk. Nepal strekte in die tijd uit van Punjab tot Sikkim en was toen bijna tweemaal zo groot als begin 21e eeuw.
Hij hield de grens gesloten en onderhield vredevolle, maar afstandelijke relaties met Brits-Indië, met wie hij weigerde handel te drijven. Hij overleed voordat hij een van de regering van zijn nieuwe land een effectieve organisatie had gemaakt. Hij werd opgevolgd door Sinha Pratap Shah Deva.